# Elizabeth Williams
Pour les articles homonymes, voir Betty Williams (homonymie) et Williams.
Elizabeth Williams dite aussi Liz Williams, née le 23 juin 1993 à Fairfax en Virginie, est une joueuse américaine de basket-ball.

## Biographie
Lycéenne très cotée, elle est élue MVP du McDonald’s All-America game avec 23 points, 11 rebonds, 2 contres, 1 interception et 1 passe décisive en 19 minutes. Elle choisit les Blue Devils de Duke pour sa formation universitaire.
Elle est la seconde joueuse de Duke nommée meilleure défenseure NCAA de l'année et la seconde joueuse de l'histoire de l'ACC nommée dans le meilleur cinq quatre années consécutives. Elle est également nommée quatre fois meilleure défenseure de la conférence et y devient la première à inscrire au moins 1 900 points, 1 000 rebonds et 400 contres. Elle est la seconde Blue Devils à passer la barre des 1 000 rebonds en carrière. Elle obtient un contre dans 91 rencontres consécutives, ce qui également un record de l'ACC. Elle atteint les 1 000 points en seulement 69 matches, ce qui en fait la quatrième plus rapide de Duke à passer cette barrière. Elle figure parmi les six joueuses de Duke à avoir réussi un triple-double. Ses 426 contres sont le 9e total historique de la NCAA, le second de l'ACC et des Blue Devils. Ses 44 contres en tournoi final sont le 5e total de l'ACC. Ses 116 contres lors sa saison rookie (avec une pointe à 12 face à Wake Forest) sont inégalés dans l'ACC et la sixième performance nationale. Ses quatre saisons sont parmi les sept meilleures de l'histoire de l'université aux contres : 4e en freshman (116), 5e en junior (108), 6e en sophomore (107) et 7e en senior (95). Le 29 décembre 2016, Duke retire son maillot no 1 devenant la troisième joueuse à recevoir cet honneur après les seules Alana Beard (#20) et Lindsey Harding (#10).
Le Sun du Connecticut la choisit en quatrième position de la draft WNBA 2015. En rookie, ses moyennes sont de 3,3 points et 3,2 rebonds en 11.7 minutes par rencontre en 21 participations. Ses 19 contres sont la meilleure performance à égalité de l'équipe en 2015.
En février 2016, le Sun la transfère au Dream d'Atlanta contre le quatrième choix de la draft WNBA 2016. À l'issue de cette saison, elle est élue Joueuse ayant le plus progressé et commente ainsi sa récompense : « Le changement de scène est la première chose que je mettrais en exergue. Pour en venir à cette équipe, coach Cooper a eu beaucoup confiance en moi dès le début. Revenir en bonne santé et avoir joué en Turquie m'a aussi donné de la confiance ».

## À l'étranger
En 2015-2016, elle joue à l'université d'Istanbul où début février ses statistiques sont de 17,5 points à 48,5 % d'adresse et 10,6 rebonds en 14 rencontres.
Elle s'engage en Europe pour 2016-2017 avec le club russe de Nadejda Orenbourg. Début novembre, elle inscrit 13 points et 12 rebonds pour contribuer à la victoire de son équipe sur Villeneuve-d'Ascq.
Pour 2017-2018, elle joue en Chine avec Liaoning.

## Équipe nationale
En 2009, elle conduit l'équipe américaine des U16 à 8 victoires pour une seule défaite[réf. nécessaire].
Elle conduit l'équipe américaine des U16 à 5 victoires sans revers au Championnat des Amériques de 2009 avec des moyennes de 13,4 points et 1,4 contre par match. Elle est nommée MVP du tournoi.
L'année suivante, son équipe s'impose avec huit succès sans revers au Championnat du monde U17 de 2010 avec les plus fortes moyennes de son équipe aux points (13,5) et aux rebonds (7,6). Et en 2011, elle débute six des neuf rencontres du championnat du monde U19, également remporté par les Américains avec 8,9 points et 5,0 rebonds.
Elizabeth Williams et Nneka Ogwumike demandent à pouvoir représenter le Nigeria lors des Jeux olympiques d'été de 2020 à Tokyo ; leur demande est rejetée par la FIBA puis par le Tribunal arbitral du sport en juillet 2021, la Charte olympique demandant un délai de trois ans après la dernière apparition sous le maillot américain.

## Vie personnelle
En juin 2016, elle est récompensée par le WNBA Cares Community Assist Award pour son action en faveur de la lecture par les jeunes.

## Club

### NCAA
- 2011-2015: Blue Devils de Duke

### WNBA
- 2015 : Sun du Connecticut
- 2016- : Dream d'Atlanta

## Étranger
- 2015-2016 :  Ormanspor
- 2016- :  Nadejda Orenbourg

## Palmarès
- Vainqueur du Championnat du monde de basket-ball féminin des moins de 19 ans 2011
- Vainqueur du Championnat du monde de basket-ball féminin des moins de 17 ans 2010
- Vainqueur du Championnat des Amériques de basket-ball féminin des moins de 16 ans 2009

### Distinctions individuelles
- MVP du Championnat des Amériques de basket-ball féminin des moins de 16 ans 2009
- Meilleure progression des joueuses WNBA 2016
- Sélection au WNBA All-Star Game 2017[10]